# ウィルマースドンク
ウィルマースドンク（Wilmarsdonk）はベルギーにかつて存在した村。アントウェルペン北部に位置しており、アントウェルペン港湾地区の拡大に伴って廃止された。
村への最初の言及は1155年である。1927年、アントウェルペンに併合された。1965年、アントウェルペンの港湾を拡大したため、村自体が消滅した。かつての教会だけが保存されている。

## 写真

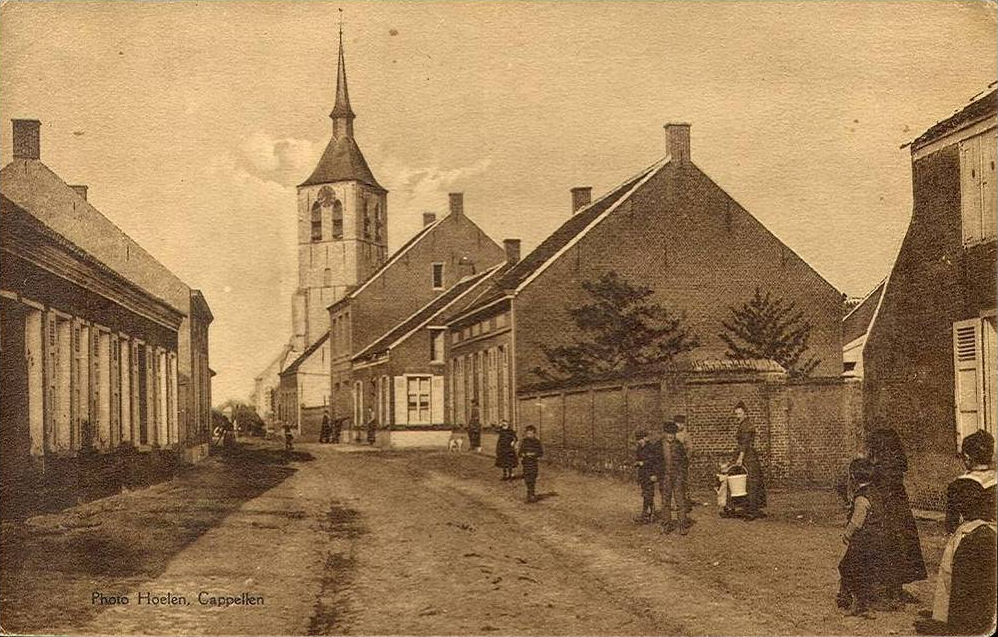
1899年の風景
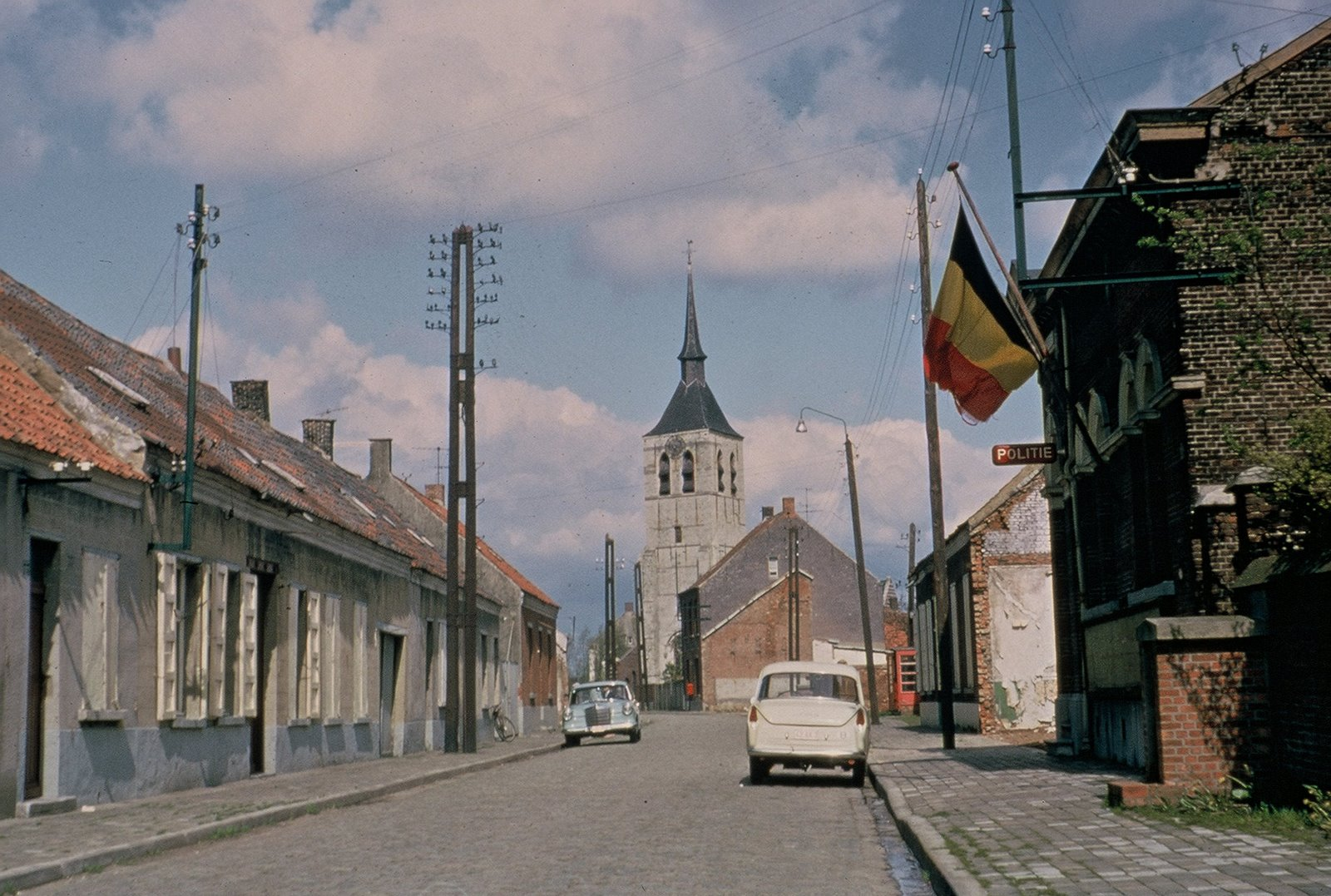
1965年頃の風景
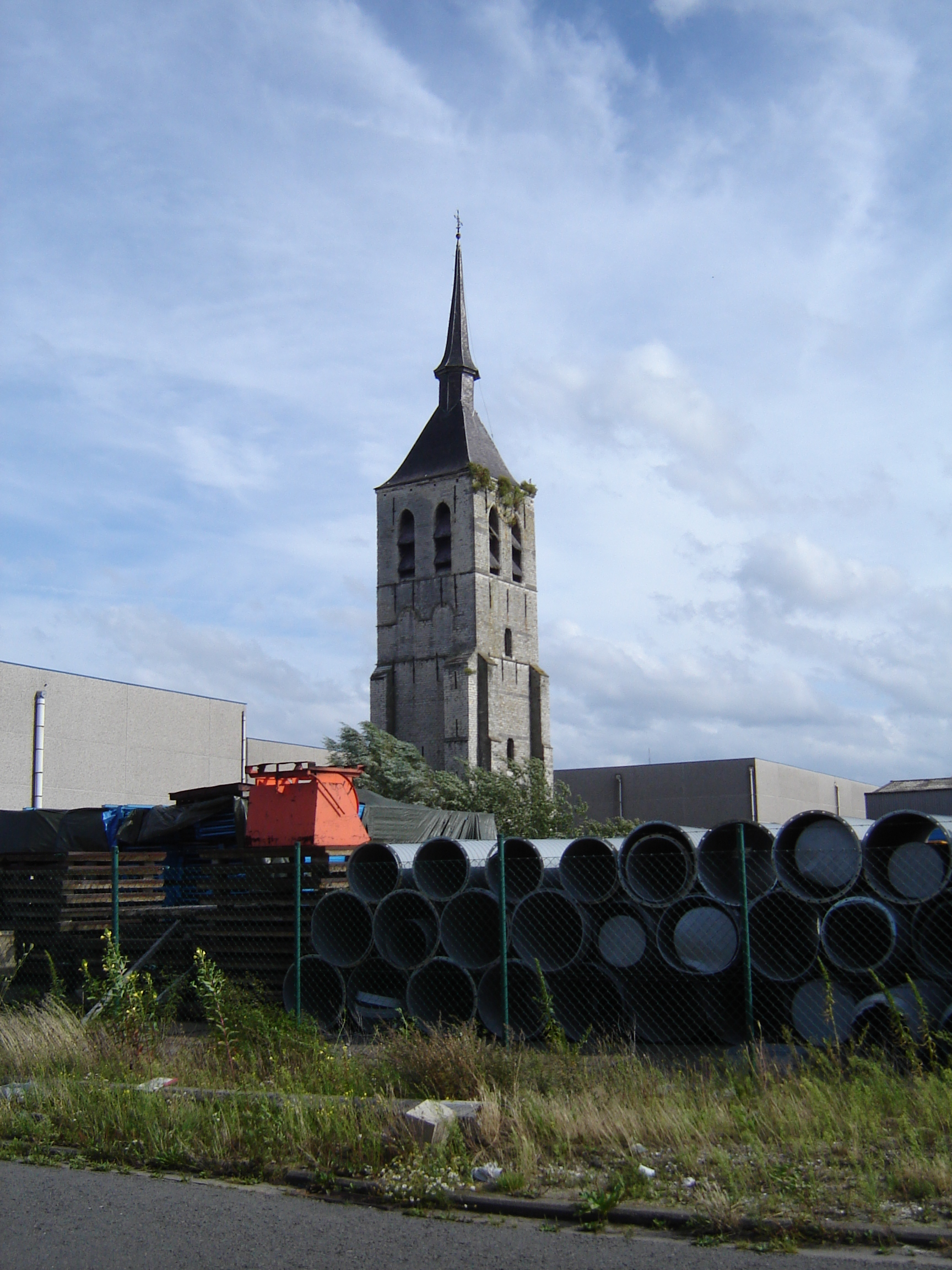
2008年の風景